# A Better Tomorrow (album)
A Better Tomorrow – szósty album studyjny amerykańskiej grupy hip-hopowej Wu-Tang Clan, wydany 6 grudnia 2014 roku nakładem wytwórni Warner Bros. Records.
W sesji nagraniowej brali udział wszyscy członkowie grupy, a za warstwę muzyczną podobnie jak przy poprzednich albumach zespołu odpowiada RZA, który wyprodukował dziesięć z piętnastu utworów. Pozostałe cztery utwory zostały wyprodukowane przez Mathematicsa, 4th Disciple oraz Adriana Younge’a. Wydawnictwo zadebiutowało na 29. miejscu notowania Billboard 200 oraz 3. miejscu listy Top R&B/Hip-Hop Albums, sprzedając się w pierwszym tygodniu w liczbie 25 tysięcy egzemplarzy.
Wersja winylowa płyty została wydana 5 marca 2015 roku i zawierała wersje instrumentalne do utworów „Ruckus In B Minor”, „Mistaken Identity”, „Miracle”, „Ron O’Neal” oraz „Never Let Go”.

## Lista utworów
| Nr  | Tytuł utworu                               | Producent                        | Długość |
| --- | ------------------------------------------ | -------------------------------- | ------- |
| 1.  | „Ruckus In B Minor”                        | RZA, Rick Rubin                  | 5:24    |
| 2.  | „Felt”                                     | RZA                              | 3:51    |
| 3.  | „40th Street Black / We Will Fight”        | Mathematics, RZA (koprodukcja)   | 4:26    |
| 4.  | „Mistaken Identity” (gościnnie Streetlife) | RZA                              | 5:44    |
| 5.  | „Hold The Heater”                          | RZA                              | 4:08    |
| 6.  | „Crushed Egos”                             | RZA, Adrian Younge (koprodukcja) | 2:26    |
| 7.  | „Keep Watch” (gościnnie Nathaniel)         | Mathematics                      | 4:25    |
| 8.  | „Miracle”                                  | 4th Disciple, RZA (koprodukcja)  | 5:03    |
| 9.  | „Preacher’s Daughter”                      | RZA                              | 5:13    |
| 10. | „Pioneer The Frontier”                     | RZA                              | 3:59    |
| 11. | „Necklace”                                 | 4th Disciple                     | 4:11    |
| 12. | „Ron O’Neal” (gościnnie Nathaniel)         | RZA                              | 4:28    |
| 13. | „A Better Tomorrow” (gościnnie Tekitha)    | RZA                              | 4:24    |
| 14. | „Never Let Go”                             | RZA                              | 5:22    |
| 15. | „Wu-Tang Reunion”                          | RZA                              | 3:34    |
|     |                                            |                                  | 1:06:38 |

Sample
- W utworze „Ruckus In B Minor” wykorzystano fragment wokalny z utworów „Brooklyn Zoo (Clean LP Version)” oraz „Protect Ya Neck II the Zoo” w wykonaniu Ol’ Dirty Bastarda oraz zinterpolowano fragment utworu „I’m Still #1” w wykonaniu Boogie Down Productions.
- W utworze „Felt” wykorzystano sampel z utworu „The First Time Ever I Saw Your Face” w wykonaniu Roberty Flack.
- W utworze „40th Street Black / We Will Fight” zinterpolowano fragment utworu „Theme From Shaft” w wykonaniu Isaaca Hayesa, wykorzystano fragment wokalny utworu „Change the Beat (Female Version)” w wykonaniu Beside oraz zinterpolowano fragment utworu „Liquid Swords” w wykonaniu GZA.
- W utworze „Hold The Heater” wykorzystano sampel z utworu „Yesterday” w wykonaniu Marvina Gaye’a.
- W utworze „Keep Watch” wykorzystano sampel z utworu „You Roam When You Don’t Get It at Home” w wykonaniu The Sweet Inspirations.
- W utworze „Miracle” zinterpolowano fragment utworu „Zachary Makes His Move” w wykonaniu Rona Grainera.
- W utworze „Preacher’s Daughter” zinterpolowano fragment utworu „Son of a Preacher Man” w wykonaniu Dusty Springfield.
- W utworze „Pioneer The Frontier” zinterpolowano fragmenty utworów „Da Mystery of Chessboxin’” w wykonaniu Wu-Tang Clanu i „Mr. Sandman” w wykonaniu Method Mana oraz wykorzystano sampel z utworu „Protect Ya Neck” w wykonaniu Wu-Tang Clanu.
- W utworze „Ron O’Neal” zinterpolowano fragment utworu „Assassination Day” w wykonaniu Ghostface Killaha.
- W utworze „A Better Tomorrow” wykorzystano sampel z utworu „Wake Up Everybody” w wykonaniu grupy Harold Melvin & the Blue Notes.
- W utworze „Never Let Go” wykorzystano fragment z przemówienia „I Have a Dream” w wykonaniu Martina Luther Kinga.
- W utworze „Wu-Tang Reunion” wykorzystano sample z utworów „Family Reunion” w wykonaniu The O’Jays i „Protect Ya Neck” w wykonaniu Wu-Tang Clanu oraz zinterpolowano fragmenty utworów „Glaciers of Ice” w wykonaniu Raekwona i „Reunited” w wykonaniu, Wu-Tang Clanu.

## Notowania
| Notowanie                                        | Pozycja |
| ------------------------------------------------ | ------- |
| Australia (Top 50 Albums)                        | 49      |
| Austria (Ö3 Austria Top 40)                      | 51      |
| Belgia (Flandria) (Ultratop 200)                 | 112     |
| Belgia (Wallonia) (Ultratop 200)                 | 191     |
| Francja (SNAP)                                   | 104     |
| Niemcy (Official Top 100)                        | 64      |
| Kanada (Canadian Albums Chart)                   | 24      |
| Stany Zjednoczone (Billboard 200)                | 29      |
| Stany Zjednoczone (Billboard R&B/Hip-Hop Albums) | 3       |
| Stany Zjednoczone (Top Rap Albums)               | 2       |
| Stany Zjednoczone (Top Digital Albums)           | 12      |
| Stany Zjednoczone (Tastemaker Albums)            | 5       |
| Stany Zjednoczone (Top Album Sales)              | 23      |
| Wielka Brytania (UK Albums Chart)                | 74      |
| Szwajcaria (Alben Top 100)                       | 21      |